# Victoria Pena
Victoria Pena (ur. 30 lipca 1987 w Los Alamitos) – amerykańska lekkoatletka specjalizująca się w skoku o tyczce, od 2010 reprezentująca Irlandię.
Trzecia zawodniczka mistrzostw NCAA (2010). Wkrótce po zmianie obywatelstwa na irlandzkie Pena zdobyła złoty medal, rozgrywanych w Dublinie, mistrzostw kraju, ustanawiając wynikiem 4,15 m rekord Irlandii w skoku o tyczce. Ten sam wynik Pena uzyskała na mistrzostwach USA, podczas mistrzostw Europy oraz w 2011 roku w amerykańskim La Jolla. 12 maja 2011 w Chula Vista uzyskała 4,30 metra poprawiając tym samym własny rekord kraju o 15 centymetrów – tydzień później powtórzyła ten rezultat w tej samej miejscowości, a 9 czerwca ponownie w Chula Vista poprawiła ten wynik do 4,34. 1 sierpnia w szwajcarskim Frauenkappelen kolejny raz ustanowiła rekord kraju uzyskując 4,40 m. Reprezentowała Irlandię na igrzyskach olimpijskich w Londynie (2012) i Rio de Janeiro (2016), lecz nie zdołała awansować do finału. 

## Rekordy życiowe
- skok o tyczce (stadion) – 4,60 (2013) rekord Irlandii
- skok o tyczce (hala) – 4,46 (2015) rekord Irlandii